# Gymnázium Kolín
Gymnázium Kolín je střední všeobecně vzdělávací škola sídlící ve středočeském městě Kolín. Gymnázium bylo založeno v roce 1872. Zřizovatelem školy je Středočeský kraj.
O studium se mohou ucházet žáci vycházející z páté nebo deváté třídy základní školy. Přijetí ke studiu je podmíněno úspěšným složením přijímacích zkoušek. Škola pro své studenty pořádá seznamovací kurzy, lyžařské výcvikové kurzy, výměnné pobyty v rakouském Hartbergu, francouzském Clermont-Ferrand a nizozemském Dongenu. Uskutečňují se i poznávací exkurze do Francie, Velké Británie a Chorvatska a dalších zemí. 

## Budovy gymnázia

### Kutnohorská čp. 41

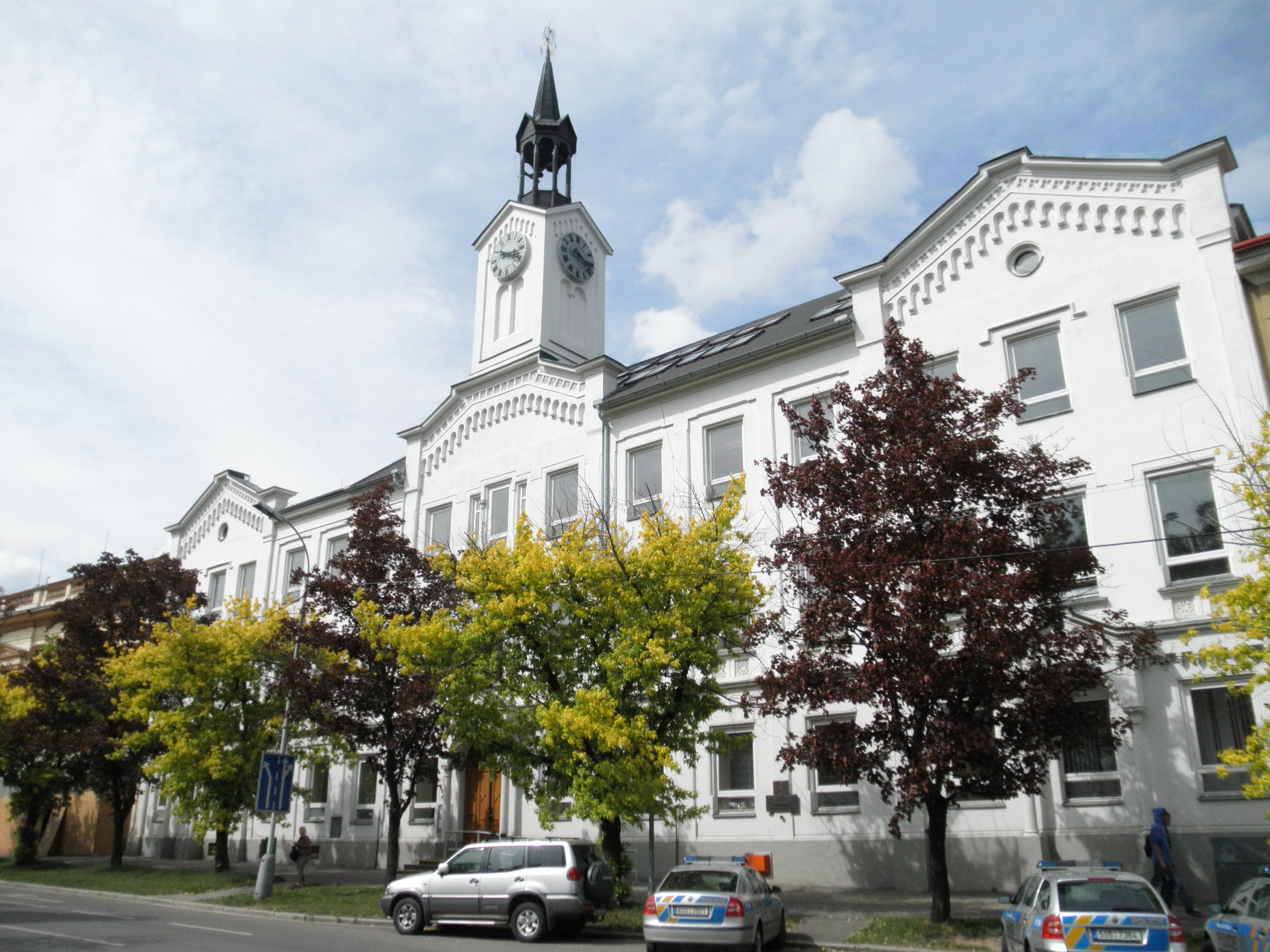
Původní budova gymnázia (s věží). Dnes Obchodní akademie.

Budova na Kutnohorském Předměstí byla postavena v letech 1858–1859 stavitelem Františkem Palečkem podle návrhu Josefa Spudila, ředitele reálného gymnázia v Čáslavi, jako první kolínské reálné gymnázium. Vysvěcena byla 3. října 1859 a 1. září 1860 byla zahájena školní výuka výhradně v českém jazyce. Stylově jednotná stavba je v duchu neogotického a neorománského slohu, její symetrické pětiosé průčelí tvoří tvoří tři trojúhelníkové štíty, ozdobené zubořeznými konzolkami, a z prostředního z nich vybíhá gotizující věž s hodinami, zakončená špičatou bání. Vstupní portál zastřešuje portikus podpíraný čtveřicí sloupů s ozdobnými hlavicemi. V křídle, kde je dnes tělocvična, bylo otevřeno první kolínské divadlo pro až 500 osob. Na základě výnosu Krajského národního výboru z 12. března 1953 se gymnázium přestěhovalo do budovy původní obchodní akademie na Kouřimském předměstí a do dosavadní budovy gymnázia byla umístěna nově ustanovená hospodářská škola.

### Žižkova čp. 162
Od roku 1953 gymnázium sídlí v bývalé budově Obchodní akademie z roku 1924 na Kouřimském Předměstí. Budovu v klasicizujícím stylu na základě soutěže postavili Kotěrovi žáci, architekti Jan Mayer a Vilém Kvasnička. Gymnázium v této budově sídlí od roku 1953, kdy došlo k výměně budov mezi oběma školami.
Stavba na půdorysu protáhlého písmene H přibližně severojižního směru je rozčleněna do několika na sebe navazujících částí. Hlavní dvoupatrové průčelí do Žižkovy ulice člení 28 okenních os a nad něj se z nárožního vstupního rizalitu zdvíhá odlehčená železobetonová věž, ozdobená v nároží čtyřmi legionářskými puškami. Největší část souboru budov zabírají tři trakty samotného školního provozu, rovněž s dvěma nadzemními patry. Na severu se nachází o patro nižší obytná budova s byty ředitele a školníka, která je se školou propojena spojovací chodbou s terasou.
Fasáda je zdobena dvěma pískovcovými vázami v terase mezi školou a obytným domem a 22 sgrafitovými poli mezi okny, která navrhl a provedl Ferdinand Rubeš. Na východní straně je umístěno sgrafito nesoucí název „Československá republika obchodním středem Evropy“ a dále pole symbolizující obchod, peněžnictví, dopravu na zemi, dopravu po vodě, a jednotlivé druhy průmyslu (zemědělský, kovodělný, textilní, chemický, sklářský a keramický). Na jižní straně budovy jsou zobrazeny obchodní národy, tedy Arméni, Arabové, Féničané, Židé, Řekové, Angličané, Rusové a Malajci. Obytný dům na severu nese mezi okny zobrazení nejrozšířenějších typů domácí a drobné průmyslové výroby (textilnictví, košíkářství, řezbářství a hrnčířství).
Škola má dnes celkem 29 učeben – mezi nimi i chemickou laboratoř, laboratoř biologie, laboratoř fyziky, jazykové učebny (FRJ, NEJ, ANJ), 2 učebny výpočetní techniky, knihovnu s česky a knihovnu s anglicky psanou literaturou, studovnu, hudebnu, tělocvičnu a posilovnu, hřiště s umělým povrchem a vlastní jídelnu a kantýnu přímo v budově.
V roce 2006 proběhla oprava havarijního stavu věže, v roce 2018–19 pak proběhla oprava fasády školy.
Do roku 2011 zřizovatel gymnázia Středočeský kraj platil majiteli budovy, městu Kolín, symbolické nájemné ve výši 1 Kč. Po volbách v roce 2010 začalo nové vedení radnice požadovat po kraji kvůli nutnosti rekonstrukce komerční nájemné. To hejtman středočeského kraje David Rath odmítl a navrhoval bezúplatný převod budovy kraji s garancí investic a dalšího provozu gymnázia, město naopak stálo o to stát se zřizovatelem školy. Celou situaci vyřešilo zatčení tehdejšího hejtmana Ratha, po kterém se starosta města Vít Rakušan dohodl s novou hejtmankou Zuzanou Moravčíkovou na ročním nájemném ve výši 1 milion Kč stoprocentně investovaném zpět do budovy gymnázia.

## Vedení školy
- Ředitelem školy je Mgr. Tomáš Paula, MBA
- Zástupcem ředitele je RNDr. Josef Spudil

### Seznam ředitelů školy
Seznam ředitelů gymnázia od jeho založení:
- Bartoloměj Pavlíček (1872–1874)
- Josef Vávra (1874–1875) – zatímní správce ústavu
- Josef Čížek (1875–1877)
- Adam Fleischmann (1877–1891)
- František Sobek (1891–1893)
- Josef Grim (1893–1906)
- Jan Soukup (1906–1918)
- Karel Podval (1918–1919) – zatímní správce ústavu
- Jan Kohout (1919–1922)
- Karel Podval (1922–1926)
- Josef Lelek (1926–1927) – zatímní správce ústavu
- Jan Pán (1927–1939)
- Jan Luňáček (1939 –1941) – zatímní správce ústavu
- Dr. Jan Kohout (1941–1945) – zatímní správce ústavu
- Dr. František Rojka (1945–1948) – zatímní správce ústavu
- Emanuel Blumauer (1948–1949) – zatímní správce ústavu
- Miloš Jelínek (1949–1951)
- Miroslav Kruml (1951–1960)
- Stanislav Haňka (1960–1969)
- Zdeněk Jiránek (1969–1970) – zatímní správce ústavu
- Dr. Miroslav Macháček (1970–1984)
- Karel Růžička (1984–1990)
- Josef Haltuf (1990–1995)
- PaedDr. Ivo Zachař (1995–2024)
- Mgr. Tomáš Paula MBA (od r. 2024)

### Seznam zástupců ředitele
- František Novotný (1953–1956)
- Dr. Bohumil Vozáb (1956–1960)
- Josef Sojka (1960–1962)
- Zdeněk Jiránek (1962–1984)
- Josef Svoboda (1984–1990)
- PaedDr. Jaroslav Krejča (1990–1993)
- Stanislav Plešinger (1993–2006)
- RNDr. Josef Spudil (od r. 2006)

## Známí absolventi
- Eva Bešťáková, roz. Dvořáčková (1932–2021), spisovatelka
- Radka Denemarková (* 1968), spisovatelka, překladatelka a scenáristka
- Jaromír Funke (1896–1945), fotograf
- Bedřich Hrozný (1879–1952), orientalista
- Jiří Hynek (* 1960), předseda Asociace zbrojního průmyslu a neúspěšný prezidentský kandidát v roce 2018
- Ladislav Jangl (* 1926), báňský historik
- Jiří Jaroch (1920–1986), hudební skladatel
- Jan Martin Ječmínek (* 1944), zakladatel Strany zelených a zakladatel Evropského hnutí
- Adam Komers (* 1965), někdejší redaktor České televize
- Eva Kondrysová (1926–2017), překladatelka
- Josef Matouš (1881–1971), učitel, kritik a překladatel z polštiny
- Václav Morávek (1904–1942), štábní kapitán (in memoriam generál) Armády Československé republiky, bojovník proti fašismu
- Jan Anastáz Opasek (1913–1999), básník, teolog, římskokatolický kněz, benediktinský mnich a arciopat
- Jiří Orten (1919–1941), český básník židovského původu tvořící na konci 30. let a v období Protektorátu (na škole nestudoval celou dobu, avšak maturoval tu)
- František Soukup (1871–1940), jeden z mužů 28. října
- Roman Škrabánek (* 1967), podnikatel, prezident Asociace českých cestovních kanceláří a agentur
- Otakar Štorch-Marien (1897–1974), nakladatel a spisovatel
- Jiřina Picková (1912–1943), profesorka židovského původu, popravená v Osvětimi